# Плоцкое (Брянская область)
Плоцкое — хутор в Стародубском муниципальном округе Брянской области России.

## Топоним
Известен с XVIII века как хутор Плоский (Плоское).

## География
Находится в южной части области, на автодороге 15К-2302б на расстоянии приблизительно 3 км на юго-запад по прямой от районного центра города Стародуб.

## История
Упоминался с конца XVIII века. В середине XX века работал колхоз «Красный партизан». В 1859 году здесь (хутор Стародубского уезда Черниговской губернии) было учтено 5 дворов, в 1892 — 14.
До 2019 года входил в состав Занковского сельского поселения, с 2019 по 2020 в состав Понуровского сельского поселения Стародубского района до их упразднения.

## Население
Численность населения: 25 человек (1859 год), 50 (1892), 107 человек в 2002 году (русские 100 %), 93 в 2010.
| 2010 | 2013 |
| ---- | ---- |
| 93   | ↘86  |

## Известные уроженцы, жители
Трубенок, Александр Леонидович — гвардии рядовой Вооружённых Сил Российской Федерации, участник антитеррористических операций в период Второй чеченской войны, погиб при исполнении служебных обязанностей во время боя 6-й роты 104-го гвардейского воздушно-десантного полка у высоты 776 в Шатойском районе Чечни.

## Инфраструктура
Личное подсобное хозяйство с зоной сельскохозяйственного использования, индивидуальная застройка усадебного типа.
Основа экономики — сельское хозяйство.

## Транспорт
Деревня доступна автотранспортом. Остановки общественного транспорта «Плоцкое», «Плоцкое-2».